# 默里港
64°21′S 61°35′W / 64.350°S 61.583°W

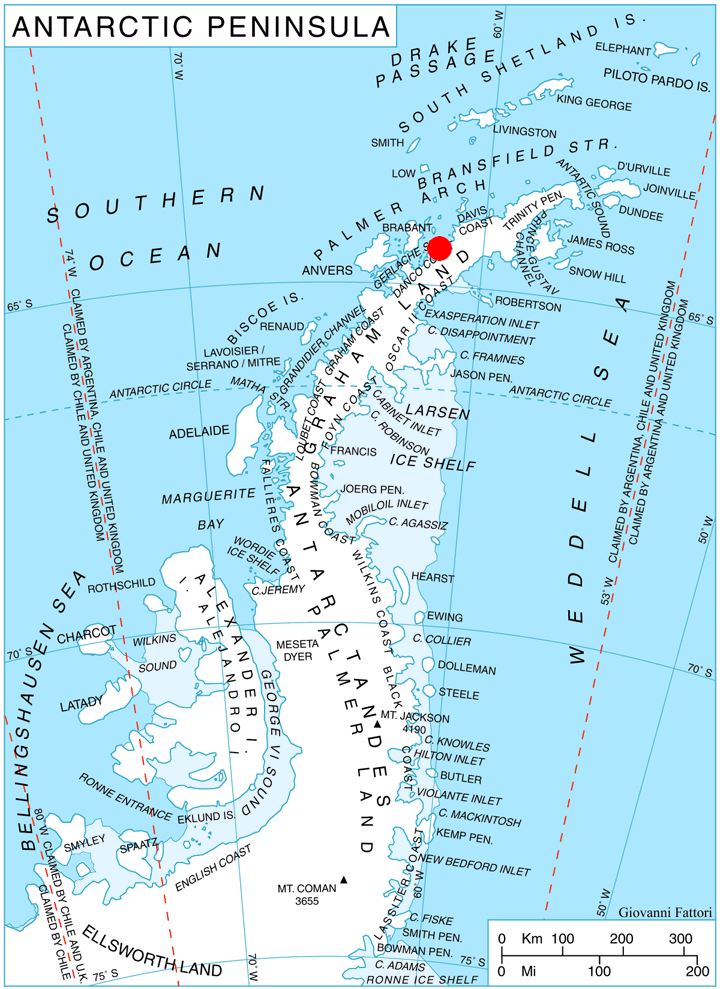

默里港（Murray Harbour），是南極洲的海港，位於葛拉漢地的丹科海岸，處於穆雷角以東的穆雷島北部，在1922年由捕鯨者命名，現時由南極條約體系管理。